# 핫 스윗
《핫 스윗》(이탈리아어: Sotto il vestito niente)은 이탈리아에서 제작된 카를로 반치나 감독의 1985년 잘로 영화이다. 레네 시몬센, 톰 섄리, 도널드 플레전스 등이 출연하였다.

## 출연진
- 레네 시몬센
- 톰 섄리
- 도널드 플레전스
- 사이러스 일라이어스
- 마리아 맥도널드
- 안나 갈리에나
- 소니아 라울레